# Pteropygme
Pteropygme é um gênero de mariposa pertencente à família Acrolepiidae.